# 2004年努纳武特地区大选
2004年努纳武特地区大选于2004年2月16日举行，用以選出第2届努纳武特地区立法会议员.
因努纳武特地区实行共识政府制度，由第2届地区立法会于3月5日举行的第一次特别会议选举保罗·奥卡利克（Paul Okalik）继续担任努纳武特地区行政长官 Archive.today的存檔，存档日期2004-08-25。

## 选举结果
基于共识政府下的地区立法会议员候选人均为独立人士，选举结果显示当选的第2届地区立法会19名议员中，上届地区立法会议员连任8人，新就任地区立法会议员11人 Archive.today的存檔，存档日期2012-07-23。